# Greystoke: Legenda Tarzana, władcy małp
Greystoke: Legenda Tarzana, władcy małp (ang. Greystoke: The Legend of Tarzan, Lord of the Apes) – brytyjsko-amerykański film przygodowy z 1984 roku na podstawie powieści Tarzan wśród małp Edgara Rice’a Burroughsa.

## Główne role
- Christopher Lambert – John Clayton / Tarzan
- Andie MacDowell – Jane Porter
- Glenn Close – Jane Porter (głos)
- Ian Holm – kapitan Phillippe D’Arnot
- Ralph Richardson – szósty earl Greystoke
- James Fox – lord Charles Esker
- Ian Charleson – Jeffson Brown
- Nigel Davenport – major Jack Downing
- Nicholas Farrell – Sir Hugh Belcher
- Paul Geoffrey – lord John „Jack” Clayton
- Cheryl Campbell – lady Alice Clayton
- Peter Elliott – Srebrnobrody
- Ailsa Berk – Kala
- John Alexander – Białe Oczy
- Christopher Beck – Opadające Uszy
- Mak Wilson – Figs
- Emil Abossolo-Mbo – małpy
- Deep Roy – małpy

i inni

## Fabuła
Lord Jack Clayton wraz z żoną wyrusza w podroż do Afryki. Statek, którym płyną ulega zniszczeniu, ale udaje im się przeżyć. Z jego resztek budują szałas w dżungli. Po pewnym czasie rodzi im się syn. Matka umiera na malarię, ojciec ginie w starciu z małpą. Zwierzę zabiera dziecko ze sobą. Wychowuje go w dżungli i uczy go przetrwania. Zostaje nazwany Tarzan i wkrótce przewodzi grupie. Tymczasem do dżungli dociera grupa ekspedycyjna, która go odnajduje. Jeden z jej członków, francuskojęzyczny Belg, kpt D’Arnot chce Tarzana uczłowieczyć i zabiera go do rodzinnej Szkocji.

## Nagrody i nominacje
Oscary za rok 1984
- Najlepszy aktor drugoplanowy – Ralph Richardson (nominacja)
- Najlepszy scenariusz adaptowany – Robert Towne, Michael Austin (nominacja) (Towne, w geście protestu przeciwko zmianom w scenariuszu dokonanym przez reżysera, zażądał, aby w czołówce zamiast jego nazwiska, pojawiło się imię jego psa - P.H. Vazaka - tym samym to pies był nominowany do Oscara za scenariusz[1])
- Najlepsza charakteryzacja – Rick Baker, Paul Engelen (nominacja)